# Navezuelas
Navezuelas è un comune spagnolo situato nella comunità autonoma dell'Estremadura.